# 沢田研二 in 夜のヒットスタジオ
『沢田研二 in 夜のヒットスタジオ』（さわだけんじ イン よるのヒットスタジオ）は、日本の歌手である沢田研二の映像作品。2011年12月21日にユニバーサルミュージック合同会社よりリリースされた。発売元はフジテレビジョン（6枚組DVD: POBD-22036/41）。

## 概要
フジテレビ系音楽番組『夜のヒットスタジオ』および『夜のヒットスタジオDELUXE』・『夜のヒットスタジオSUPER』に出演した152回のうち、1975年5月5日から1990年2月21日までの全102回・51曲の歌唱場面（他にオープニング・メドレーでの歌唱・一部回での司会者とのトーク映像も含む）589分を収録した作品で、夜のヒットスタジオ関連のDVDとしては『山口百恵　in 夜のヒットスタジオ』・『中森明菜 IN 夜のヒットスタジオ』・『ピンクレディーin 夜のヒットスタジオ』に次ぐ4作目にして最長の作品に当たる。
『夜のヒットスタジオ』DVDとしての特徴は前述した収録時間の長さのほかに、前3作および2014年に発売された『THE ALFEE 40th Anniversary スペシャルボックス』の付属DVDと違い、フジテレビの他番組の映像が収録されておらず、純然とした「夜のヒットスタジオ」の総集編となっていることである。本作では沢田の歌唱のほか、衣装、パフォーマンス、バックバンドの変遷もつぶさに見ることが出来るのが特徴である。

## 収録内容
括弧内は、DVD付属のブックレットに掲載された放送年月日。

### DISC1
1. 白い部屋（1975年5月5日）
2. 巴里にひとり（1975年5月5日）
3. 時の過ぎゆくままに（1975年9月1日）
4. 時の過ぎゆくままに（1975年12月8日）
5. 時の過ぎゆくままに（1975年12月29日）
6. 立ちどまるなふりむくな（1976年2月16日）
7. ウィンクでさよなら （1976年4月26日）
8. ウィンクでさよなら（1976年5月10日）
9. コバルトの季節の中で（1976年9月13日）
10. コバルトの季節の中で（1976年10月25日）
11. コバルトの季節の中で（1976年11月29日）
12. コバルトの季節の中で（1976年12月13日）
13. さよならをいう気もない（1977年1月10日）
14. さよならをいう気もない（1977年2月7日）
15. さよならをいう気もない（1977年3月14日）
16. さよならをいう気もない（1977年4月18日）
17. 勝手にしやがれ（1977年5月23日）
18. 勝手にしやがれ（1977年6月6日）
19. 勝手にしやがれ（1977年6月20日）
20. 勝手にしやがれ（1977年7月11日）

### DISC2
1. 憎みきれないろくでなし （1977年9月5日）
2. 憎みきれないろくでなし（1977年9月26日）
3. MY WAY（1977年10月3日）
布施明・五木ひろし・森進一とのジョイント
4. 危険なふたり（1977年10月3日）
5. 憎みきれないろくでなし（1977年10月24日）
6. 憎みきれないろくでなし（1977年11月28日）
7. 憎みきれないろくでなし（1977年12月19日）
8. 勝手にしやがれ（1977年12月19日）
9. サムライ（1978年1月9日）
10. サムライ（1978年1月30日）
11. サムライ（1978年2月20日）
12. サムライ（1978年3月20日）
13. サムライ（1978年4月17日）
14. ダーリング（1978年5月22日）
15. ダーリング（1978年6月19日）
16. ダーリング（1978年7月3日）
17. ダーリング（1978年7月24日）

### DISC3
1. LOVE (抱きしめたい) （1978年9月4日）
2. LOVE (抱きしめたい)（1978年10月2日）
3. LOVE (抱きしめたい)（1978年11月6日）
4. LOVE (抱きしめたい)（1978年12月11日）
5. LOVE (抱きしめたい)（1978年12月25日）
6. カサブランカ・ダンディ（1979年1月15日）
7. カサブランカ・ダンディ（1979年2月19日）
8. カサブランカ・ダンディ（1979年3月12日）
9. カサブランカ・ダンディ（1979年4月16日）
10. OH! ギャル（1979年5月21日）
11. OH! ギャル（1979年6月11日）
12. OH! ギャル（1979年7月9日）
13. ロンリー・ウルフ（1979年9月10日）
14. ロンリー・ウルフ（1979年10月22日）
15. ロンリー・ウルフ（1979年11月12日）

### DISC4
1. カサブランカ・ダンディ～OH! ギャル～ロンリー・ウルフ（1979年12月17日）
2. TOKIO（1980年1月7日）
3. TOKIO（1980年1月28日）
4. TOKIO（1980年2月11日）
5. TOKIO（1980年3月17日）
6. 恋のバッド・チューニング（1980年5月19日）
7. 恋のバッド・チューニング（1980年6月9日）
8. 酒場でDABADA（1980年9月22日）
9. 酒場でDABADA（1980年10月20日）
10. 酒場でDABADA（1980年11月17日）
11. おまえがパラダイス（1980年12月15日）
12. おまえがパラダイス（1980年12月27日）
13. おまえがパラダイス（1981年1月12日）
14. おまえがパラダイス（1981年2月23日）
15. バイバイジェラシー （1981年5月11日）
16. ス・ト・リ・ッ・パ・ー（1981年9月21日）
17. ス・ト・リ・ッ・パ・ー（1981年10月12日）
18. ス・ト・リ・ッ・パ・ー（1981年11月30日）

### DISC5
1. 麗人（1982年1月11日）
2. 麗人（1982年2月15日）
3. おまえにチェックイン（1982年5月10日）
4. 6番目のユ・ウ・ウ・ツ（1982年9月6日）
5. 6番目のユ・ウ・ウ・ツ（1982年9月20日）
6. 背中まで45分（1983年1月17日）
7. 晴れのちBLUE BOY（1983年5月9日）
8. きめてやる今夜（1983年9月19日）
9. どん底（1984年1月23日）
10. どん底（1984年2月13日）
11. どん底（1984年3月26日）
12. 渡り鳥 はぐれ鳥（1984年4月23日）
13. 渡り鳥 はぐれ鳥（1984年5月14日）
14. はるかに遠い夢（1985年7月24日）
15. 灰とダイヤモンド（1985年7月24日）
16. 灰とダイヤモンド（1985年8月28日）
17. 灰とダイヤモンド（1985年9月25日）
18. 絹の部屋（1985年9月25日）
19. 指（1985年11月13日）

### DISC6
1. アリフ・ライラ・ウィ・ライラ 〜千夜一夜物語〜（1986年4月9日）
2. アリフ・ライラ・ウィ・ライラ 〜千夜一夜物語〜（1986年4月30日）
3. アリフ・ライラ・ウィ・ライラ 〜千夜一夜物語〜（1986年5月21日）
4. 時の過ぎゆくままに（1986年6月4日）
5. 夢を語れる相手がいれば（1986年6月4日）
6. ヴォラーレ（1986年6月11日）
7. ホワイト・ルーム-White Room-（1986年6月18日）
クリームの同名楽曲のカバー。
8. スタンド・バイ・ミー -STAND BY ME-（1986年6月18日）
9. 闇舞踏（1986年6月25日）
10. 無宿 （1986年8月6日）
11. 女神（1986年10月22日）
12. 女神（1986年11月26日）
13. やさしく愛して（1987年1月7日）
14. きわどい季節-Summer Graffiti-（1987年6月3日）
15. CHANCE （1987年11月11日）
16. CHANCE（1987年12月23日）
17. TRUE BLUE（1988年7月7日）
18. Stranger -Only Tonight-（1988年10月26日）
19. ポラロイドGIRL（1989年9月20日）
20. DOWN（1990年2月21日）